# バカヤロー!3 へんな奴ら
『バカヤロー!3 へんな奴ら』（バカヤロー!3 へんなやつら）は、1990年の日本映画。

## 概要
『バカヤロー!』シリーズの第三弾で、バンダイ提供、光和インターナショナル制作、松竹配給。四話オムニバス形式の作品である。

## スタッフ
- 企画・製作：鈴木光
- 総指揮・脚本：森田芳光
- 監督：鹿島勤（第一話）、長谷川康夫（第二話）、黒田秀樹（第三話）、山川直人（第四話）
- プロデューサー：青木勝彦、三沢和子
- 音楽：和泉宏隆（第一話）、堀井勝美（第二話）、近藤達郎（第三話）、JIMSAKU（第四話）
- 音楽プロデューサー：梶原浩史
- 撮影：仙元誠三
- 照明：渡辺三雄
- 美術：菊川芳江（第一話と第三話）、及川一（第二話と第四話）
- 編集：冨田功
- 主題歌：『サン・トワ・マ・ミー』（RCサクセション）
- 製作協力：セントラル・アーツ
- 企画協力：ニューズ・コーポレイション

## 第一話「こんな混んでどうするの」

### あらすじ
故郷へ家族で帰省した吉村秀樹（平田満）は、高速道路のサービスエリアでトイレに向かったが、長い行列にうんざりして用を足さずに出発した。ところが、大渋滞のなか再び尿意を催し、我慢できなくなる。更に、周りの車にはいちゃつくカップルや風変わりな男2人組、渋滞に便乗して商売をする男など変わり者ばかりで、車内は険悪な雰囲気となる。妻の反対を押し切り、息子が差し出した空き缶で用を足し安堵する秀樹だったが、走り出そうとした瞬間自動車はエンストしてしまう。

### キャスト
- 吉村秀樹：平田満
- 吉村美栄子（秀樹の妻）：原日出子
- 安西多恵（カップルの女）：村上里佳子
- 西川清（カップルの男）：長江健次
- 関正和（便乗商売をする男）：石井愃一
- 室田弘：伊藤克信
- 村田等：佐藤恒治

## 第二話「過ぎた甘えは許さない」

### あらすじ
夜のショーパブでミュージカル風のダンサーをしている西岡ひかる（清水美砂）は、両親と同居して平穏な日々を送っていたが、ある日、離婚した姉（松本伊代）が息子を連れて出戻りし、同じ家で同居することになり生活は一変する。姉はわがままな性格で、両親に家を三階建てに改装するように勧めたり、息子の世話もせず好き放題な生活を始める。昼間は眠ったり恋人と過ごしたいひかるだが、我慢して姉の息子の世話をする羽目になり、昼間働いているはずの姉が男と密会しているところを目撃したり、恋人にふられて不満を募らせる。ある晩、食事の席で姉に甘い両親や自立できない姉に怒りをぶつけると、ひかるを残して全員家を出てしまうのだった。

### キャスト
- 西岡ひかる：清水美砂
- 西岡みどり（ひかるの姉）：松本伊代
- 西岡健司（ひかるの父）：川津祐介
- 西岡美子（ひかるの母）：松原智恵子
- 林雅巳（ひかるの恋人）：勝俣州和
- みどりと密会する男：石丸謙二郎

## 第三話「会社をナメるな」

### あらすじ
就職情報誌の課長・中島典雄（中村雅俊）は、次々と部下が退職届を提出する事態に悩んでいた。部長から事態を打開するように叱責された典雄は、去っていった元部下達を訪問して辞めた理由を問いただし、他社の好条件の募集広告が集まる就職情報誌故の原因を突き止める。体育会系出身の典雄は、部下達を一致団結させようと熱海の温泉街へ連れ出して大宴会を催し大いに盛り上がるが、会社へ戻った部下達は二日酔いで仕事にならないばかりか、無理やり連れ出した典雄に責任があると言い放つのだった。

### キャスト
- 中島典雄：中村雅俊
- 中島里子（典雄の妻）：鈴木京香
- 小原始（転職する有望社員）：時任三郎 (友情出演)
- 並川一郎（部長）：角野卓造
- 林三津男（典雄の部下）：長江英和
- 本木信子（典雄の部下）：岡本夏生
- 芳賀洋介（退職してバンドを組む男）：関口誠人
- 緑川良子（退職して男と同棲する女）：七瀬なつみ
- 黒部修（退職して女と同棲する男）：佐藤佑介
- 木島わたる：小須田康人

## 第四話「クリスマスなんか大嫌い」

### あらすじ
郊外の寂れた商店街の薬屋の息子・岡嶋正（永瀬正敏）は、商店街に活気を取り戻そうと思っていた。正の仲間達は親の経営方針や商店街の将来に期待を見出せずに都会で遊ぶことばかり考えており、クリスマスの夜に背伸びしたお洒落をして繁華街へ繰り出す。ところが、繁華街のクリスマスは馬鹿にされたり質の低いサービスに幻滅する期待はずれなものであった。戻ってみると、ひとり商店街に残っていた正がサンタクロースに扮して手作りのイベントを開催し、賑やかな光景が繰り広げられていたのだった。

### キャスト
- 岡嶋正：永瀬正敏
- 東小太郎（魚屋の息子）：咲輝
- 長沼義子（酒屋の娘）：田山真美子
- 東洋子（小太郎の母）：室井滋
- 長沼修（義子の父）：長塚京三
- 岡嶋君子（正の母）：鰐淵晴子
- 山崎和也（空手道場の師範）：毒蝮三太夫
- イベントのバンドメンバー：田中要次

## 同時上映
『つぐみ』
- 監督：市川準、主演：牧瀬里穂